# Paraxerus vexillarius
Paraxerus vexillarius är en däggdjursart som först beskrevs av P.S. Kershaw 1923.  Paraxerus vexillarius ingår i släktet Paraxerus och familjen ekorrar.

## Taxonomi
Catalogue of Life samt Wilson & Reeder (2005) skiljer mellan två underarter:
- Paraxerus vexillarius vexillarius (Kershaw, 1923)
- Paraxerus vexillarius byatti (Kershaw, 1923)

Vissa auktoriteter betraktar dessa två underarter som självständiga arter. Paraxerus byatti kallas då ibland Paraxerus laetus.
Denna art och den nära släktingen bergbuskekorre (Paraxerus lucifer) (samt Paraxerus byatti/laetus för de som betraktar denna form som en egen art) räknas ibland till ett eget undersläkte Lucifer.

## Beskrivning
Pälsen på ovansidan är brun till olivgrön och spräcklig i grått. Svansen är lång med vitaktiga och svarta ringar nära basen, klart orange i spetsen. Ben och fötter är rödorange, medan undersidan är grå. Kroppslängden är 19 till 26 cm, ej inräknat den 18 till 21 cm långa svansen. Vikten varierar mellan 650 och 700 g.

## Utbredning
Denna buskekorre förekommer i östra Afrika, i bergskedjan Eastern Arc Mountains som ligger i Tanzania och angränsande områden av Kenya.

## Ekologi
Arten vistas i bergstrakter mellan 1 900 meter över havet och trädgränsen. Habitatet utgörs av fuktiga bergsskogar. Födan består av frön och frukter.

## Bevarandestatus
IUCN kategoriserar arten globalt som nära hotad. Populationsutvecklingen är inte känd, men utbredningsområdet är litet, och risk finns att skogsavverkning till förmån för planteringar och jordbruk kan hota arten.